# Kolding
Kolding anhörenⓘ [ˈkɔleŋ] ist eine dänische Hafenstadt am Koldingfjord in der Region Syddanmark. Mit 63.645 Einwohnern am 1. Januar 2025 im Ballungsraum ist es die zehntgrößte Stadt Dänemarks und Mitglied der „Union of the Baltic Cities.“ Darüber hinaus ist Kolding die größte Stadt im Städtedreieck Trekantområdet und ein Knotenpunkt des Nord-Süd- und Ost-West-Verkehrs durch Dänemark und Nordeuropa.

## Geschichte
Wie die meisten Fördestädte in Jütland und Schleswig entstand Kolding im 12. Jahrhundert als Handelsplatz mit geschütztem Zugang zur See. Als sich das Herzogtum Schleswig im 13. Jahrhundert vom Königreich Dänemark löste, bekam Kolding zusätzliche Bedeutung als Grenzort. Spätestens unter König Erik Klipping († 1286) wurde die Burg Koldinghus errichtet. Seit Ende des 15. Jahrhunderts war Kolding Zollstelle, über die der Ochsenhandel in die Herzogtümer Schleswig und Holstein abgewickelt wurde. 1558 stiftete König Christian III. St. Jürgens-Hospital und Lateinschule.
Obwohl Kolding zur Zeit des Reisekönigtums, das erst im 16. Jahrhundert mit der Etablierung von Kopenhagen als zentraler Residenz endete, auch im 17. Jahrhundert häufig von den Königen aufgesucht wurde, stand die Stadt lange im Schatten bedeutenderer Nachbarstädte wie Haderslev und dem im 17. Jahrhundert gegründeten Fredericia. Während des Dreißigjährigen Krieges wurde die Stadt zweimal besetzt. 1646 hatte Kolding 280 Häuser und ca. 2800 Einwohner. Während der Pestepidemie von 1654 bis 1655 starben 358 Menschen. Im Schleswig-Holsteinischen Krieg wurde die Stadt 1849 von preußischen Truppen beschossen. Durch die Grenzziehung von 1864, welche die Trennung des Herzogtums Schleswig von der dänischen Krone zur Folge hatte, wuchs die Bedeutung der Stadt. Als Dänemark nach dem Verlust seiner Nordseehäfen durch den verlorenen Krieg 1869 Esbjerg als neuen Nordseehafen gründete, und als der Hafen schnell an Bedeutung gewann, wurde Kolding durch die neu gebaute Eisenbahnlinie nach Esbjerg ein wichtiger Verkehrsknotenpunkt. Die Modernisierung fand im Bau eines Wasserwerks (1886) und eines Elektrizitätswerkes (1898) Ausdruck.
Unter der deutschen Besetzung im Zweiten Weltkrieg war in Kolding eine große Zahl deutscher Soldaten stationiert. Nach dem Krieg wurde in der Stadt ein Lager für deutsche Flüchtlinge eingerichtet, das bis 1949 als Durchgangslager für alle deutschen Flüchtlinge in Dänemark diente.
Der Bau der Brücken über den Kleinen Belt gab Kolding und seinen Nachbarstädten Vejle und Fredericia weiteren Aufschwung, der durch den Bau der Storebæltsbroen über den Großen Belt 1997 noch verstärkt wurde. Das Dreieck um Kolding steht heute wirtschaftlich auf einer Höhe mit Aarhus und wird nur von Kopenhagen übertroffen.
In Kolding hat die Süddänische Universität seit 1999 einen Campus, und man kann hier insbesondere Wirtschaftswissenschaften und Design studieren. Außerdem gibt es eine Designhochschule (Designskolen Kolding).
Kolding war seit Ende des 13. Jahrhunderts und bis 1970 Stadt. 1970 wurde sie mit zahlreichen Umlandgemeinden zu einer Großkommune vereinigt, die 2007 weiter vergrößert wurde. Im Rahmen einer neuen Strukturreform schlossen sich am 1. Januar 2007 die Gemeinden Lunderskov, Vamdrup, Egtved (teilw.), Christiansfeld (teilw.), im ganzen oder teilweise mit Kolding (1970–2006: 238,64 km²) zur Kolding Kommune zusammen. Das heutige Gebiet umfasst 605 km² und zählt 95.897 Einwohner (Stand 1. Januar 2025).

### Feuerwerksunfall in Seest

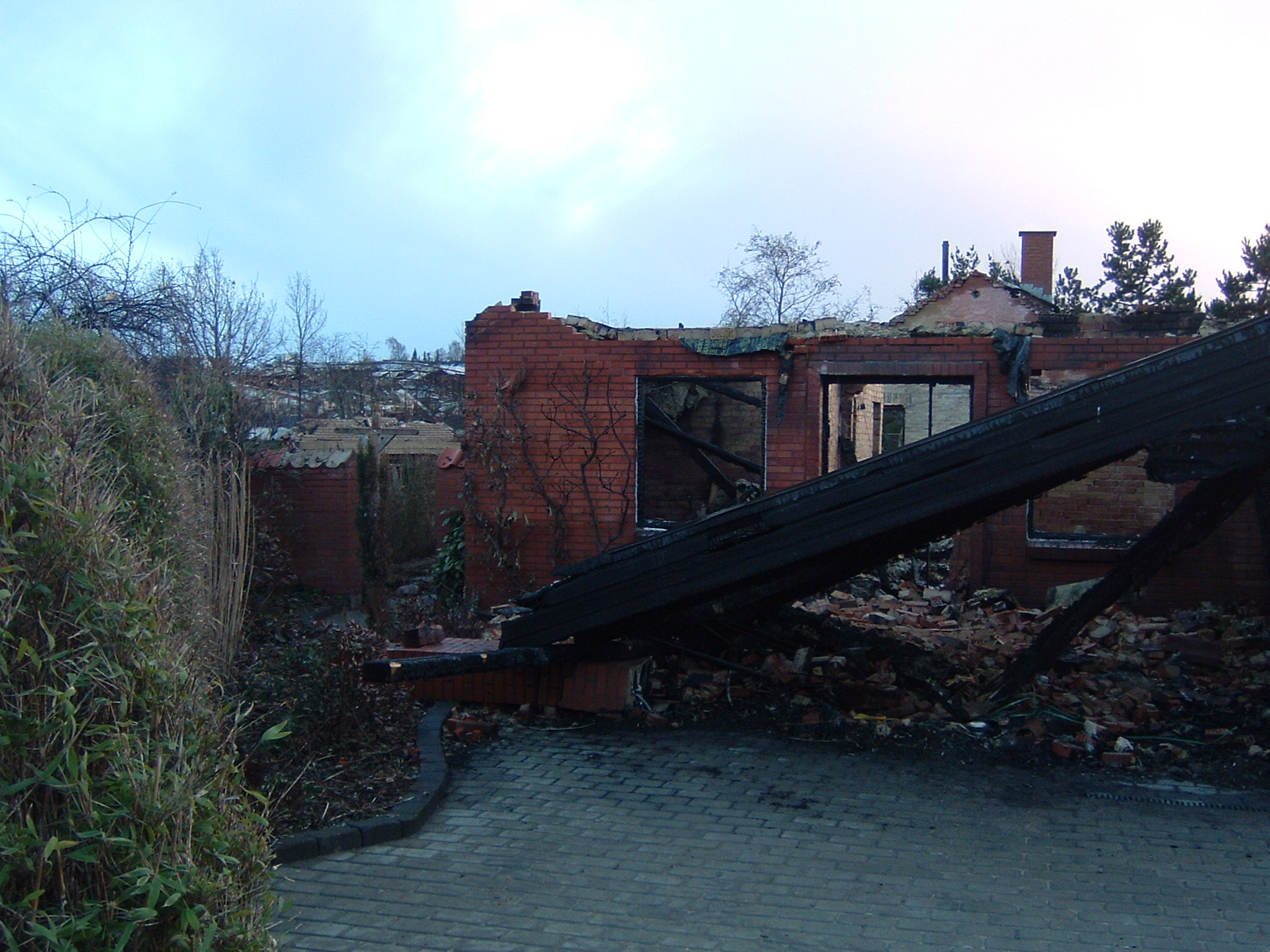
Zerstörte Häuser in Seest

Am 3. November 2004 explodierte N. P. Johnsens Feuerwerksfabrik in Seest, einem Vorort von Kolding. Ein Feuerwehrmann starb, mehrere Personen wurden verletzt und ca. 2000 Menschen wurden evakuiert. Mehr als 300 Häuser wurden erheblich beschädigt.

### Bevölkerungsentwicklung
| Jahr                                                                               | 1980   | 1985   | 1990   | 1995   | 2000   | 2005   | 2008   | 2010   |
| ---------------------------------------------------------------------------------- | ------ | ------ | ------ | ------ | ------ | ------ | ------ | ------ |
| Einwohner                                                                          | 55.769 | 56.729 | 57.285 | 59.558 | 61.573 | 63.583 | 87.781 | 89.071 |
| Stichtag ist jeweils der 1. Januar. Die Zahl bezieht sich auf die gesamte Kommune. |        |        |        |        |        |        |        |        |

## Wirtschaft und Verkehr

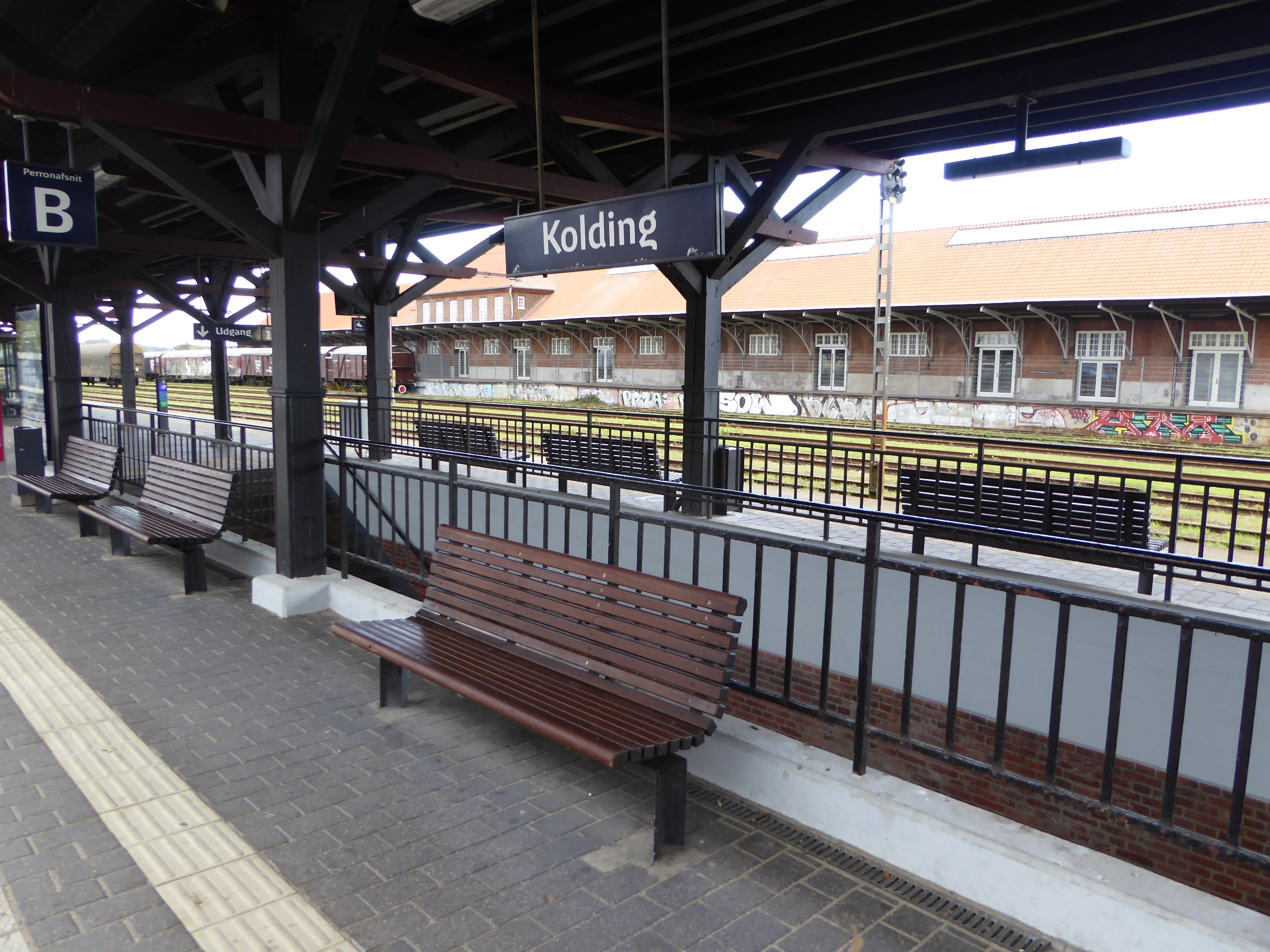
Bahnhof Kolding

Die Stadt ist Standort der Metall- und Textilindustrie. In jüngster Zeit haben zahlreiche internationale Firmen ihren Hauptsitz für Dänemark nach Kolding gelegt. Beispielsweise hat die deutsche Discounterkette Lidl ihre dänische Niederlassung (Lidl Danmark A/S) in Kolding. Gemeinsam mit Fredericia und Vejle bildet sie sowohl straßenverkehrs- als auch eisenbahntechnisch den Verkehrsknotenpunkt des westlichen Dänemark. Kolding liegt an den Bahnstrecken Fredericia–Flensburg und ehemals Kolding–Egtved Jernbane, Troldhede–Kolding–Vejen Jernbane und Kolding Sydbaner. In Kolding treffen sich die Nord-Süd-Autobahn E 45 und die Ost-West-Autobahn E 20 sowie die Eisenbahn-Hauptstrecken nach Esbjerg, Flensburg-Hamburg, Fredericia-Vejle-Aarhus und Odense-Kopenhagen. Kleinere Regionalbahnen wurden allerdings stillgelegt. Auch wenn der Koldinger Hafen (Kolding Havn) im Schatten von Fredericia steht, konnte er seine Bedeutung bewahren. So zählt er zu den zehn größten Güterhäfen Dänemarks und gilt als größter Holzimporthafen des Landes.

## Sehenswürdigkeiten
- Schloss Koldinghus, im Kern aus dem 13. Jahrhundert, 1808 ausgebrannt, bis 1990 teils modern (aber angepasst) rekonstruiert, mit kulturhistorischem Museum; die Lage hoch über der Stadt ist ebenfalls eindrucksvoll.
- Kunstmuseum Trapholt für Kunstgewerbe und Gegenwartskunst.
- Kristkirche,[8] die größte Kirche Koldings, vom Kopenhagener Dom stark inspiriert. Basilika neoklassizistischer Art, Kopie vom Riesigen Christusskulptur des bekannten dänischen Bildhauer Bertel Thorvaldsen, Eingangsrelief (Lazarus’ Auferstehung) von der lokalen dänischen Bildhauerin Anna Marie Carl Nielsen, die in Sdr. Stenderup geboren war, und viele bekannten Kunstwerke erschaffen hat.
- Nikolaikirche, im Kern frühgotisch, aber immer wieder umgebaut.
- einzelne Bürgerhäuser des 17. Jahrhunderts; das historische Straßennetz ist zwar erhalten geblieben, doch wirkt die Bausubstanz aus den vergangenen 120 Jahren recht unharmonisch.
- Geografischer Garten mit Gehölzen aus aller Welt und einem eindrucksvollen Kamelienhaus.

## Sport
Stark vertreten ist der Handball. Sowohl die Herren als auch die Damen des Kolding IF, dem größten örtlichen Sportverein Koldings, spielen in der höchsten dänischen Liga. Die Herren konnten mehrfach den dänischen Meistertitel gewinnen und spielen in der EHF Championsleague. Bekannt ist der Kolding IF auch für seinen seit 2005 jährlich ausgerichteten Jugendhandballcup, der immer am Osterwochenende stattfindet und Mannschaften aus ganz Europa anzieht.

## Städtepartnerschaften
Partnerstädte Koldings sind:
| - Drammen (seit 1946) - Örebro (seit 1946) - Lappeenranta (seit 1947) - Delmenhorst (seit 1979) - Stykkishólmur (seit 1979) - Huéscar (seit 1982) | - Szombathely (seit 1991) - Anjō (seit 1997) - Panevėžys (seit 2000) - Nanortalik (seit 2007) - Pisa (seit 2007) - Wuqing, Volksrepublik China |

## Persönlichkeiten

### Söhne und Töchter der Stadt
- Ulrich von Dänemark (1578–1624), Prinz und Administrator der Bistümer Schleswig und Schwerin
- Carl Ploug (1813–1894), Lyriker, Journalist und Politiker
- Johannes Lundsgaard Wisbech (1921–1887), Buchbinder, Buchhändler und Verleger
- Harriet Bloch (1881–1975), Drehbuchautorin
- Parmo Ferslew (1883–1951), Fußballspieler
- Christian Peter Kryssing (1891–1976), Artillerie-Offizier, Freikorps-Kommandeur und SS-Brigadeführer und Generalmajor der Waffen-SS
- Valdemar Eiberg (1892–1965), Jazzmusiker
- Søren Petersen (1894–1945), Schwergewichts-Boxer
- Rasmus Hansen (1896–1978), Politiker
- Egon Bork (1902–1989), Sprachwissenschaftler, Lexikograf und Gymnasiallehrer
- Roar Skovmand (1908–1987), Historiker, Journalist, Verwaltungsbeamter und Hochschullehrer
- Lars Bo (1924–1999), Künstler und Autor
- Erik Paaske (1933–1992), Schauspieler und Sänger
- Erling Jessen (* 1938), Kanute, Medaillengewinner bei Olympia
- Ole Søltoft (1941–1999), Schauspieler
- Manfred Flügge (1946–2025), deutscher Schriftsteller
- Kurt Ravn (* 1947), Schauspieler und Sänger
- Uffe Haagerup (1949–2015), Mathematiker
- Ove Hygum (* 1956), Politiker
- Merete Van Kamp (* 1961), Schauspielerin
- Jan Mølby (* 1963), Fußballspieler und -trainer
- Susanne Christina Hyldelund (* 1968), Diplomatin
- Johnny Mølby (* 1969), Fußballspieler
- Frank Thiel (* 1970), Schauspieler
- Tina Bøttzau (* 1971), Handballspielerin
- Bjarne Corydon (* 1973), Politiker
- Michael Bang Petersen (* 1980), Politikwissenschaftler
- Louise Svalastog Spellerberg (* 1982), Handballspielerin
- Jonas Lössl (* 1989), Fußballtorhüter
- Emil Lyng (* 1989), Fußballspieler
- Line Uno (* 1993), Handballspielerin
- Nikolaj Enderleit (* 1997), Handballspieler
- Muamer Brajanac (* 2001), Fußballspieler
- Isabella Bryld Obaze (* 2002), Fußballspielerin

### Personen mit Beziehung zur Stadt
- Christen Berg (1829–1891), dänischer Politiker, Lehrer und Zeitungsgründer
- Léon Bloy (1846–1917), französischer Schriftsteller, lebte 1899/1900 mit seiner dänischen Ehefrau Johanne Molbech und ihren Kindern kurzzeitig in Kolding.
- Peter Rindal (1923–2009), Lagerarbeiter und Urheber des Rindalismus, eine Bewegung gegen staatliche Beihilfen für Künstler.
- Iver Schriver (* 1949), Fußballspieler und Kommunalpolitiker
- Villy Søvndal (* 1952), Lehramtsstudium (1976–1980), Lehrer (1980–1992), Mitglied des Koldinger Gemeinderates (1982–1994)[10]
- Magdalena Zeger (ca. 1490–1568), Kalendermacherin, Astrologin und Astronomin, lebte und wirkte in Kolding von 1544 bis 1568

## Belege
1. 1 2 3  Statistikbanken › BY1: Befolkningen 1. januar efter byområder, landdistrikter, alder og køn (dänisch).
2. ↑  Nyt fra Danmarks Statistik Nr. 415. (PDF; 105 kB) Abgerufen am 19. April 2010 (dänisch, Tabelle 2).
3. ↑  
Erhverv og uddannelse. Trekantområdet Danmark; abgerufen am 15. Dezember 2011 (dänisch)
4. ↑  Fyrværkeribranden i Seest. (Memento des Originals vom 6. Oktober 2006 im Internet Archive)  Info: Der Archivlink wurde automatisch eingesetzt und noch nicht geprüft. Bitte prüfe Original- und Archivlink gemäß Anleitung und entferne dann diesen Hinweis. kolding.dk; abgerufen am 13. März 2011.
5. ↑  Over 2.000 evakueret i eksplosion. nyhederne-dyn.tv2.dk, 4. November 2004; abgerufen am 13. März 2011.
6. ↑  Ein Toter nach Explosion in dänischer Feuerwerksfabrik. nzz.ch, 4. November 2004; abgerufen am 8. März 2019.
7. ↑  Brochure om havnen (Memento vom 18. Dezember 2011 im Internet Archive) (PDF; 2,0 MB) Kolding Havn; abgerufen am 21. Mai 2011 (dänisch)
8. ↑  Kristkirche
9. ↑  Internationalt samarbejde. Kolding Kommune, abgerufen am 30. Juli 2025 (dänisch).
10. ↑  Blå bog om Villy Søvndal. Danmarks Radio, 7. September 2012, abgerufen am 8. September 2012 (dänisch)